# NGC 7489
NGC 7489 (другие обозначения — PGC 70532, UGC 12378, MCG 4-54-28, ZWG 475.38, IRAS23050+2243) — спиральная галактика (Scd) в созвездии Пегас.
Этот объект входит в число перечисленных в оригинальной редакции «Нового общего каталога».